# Subérine

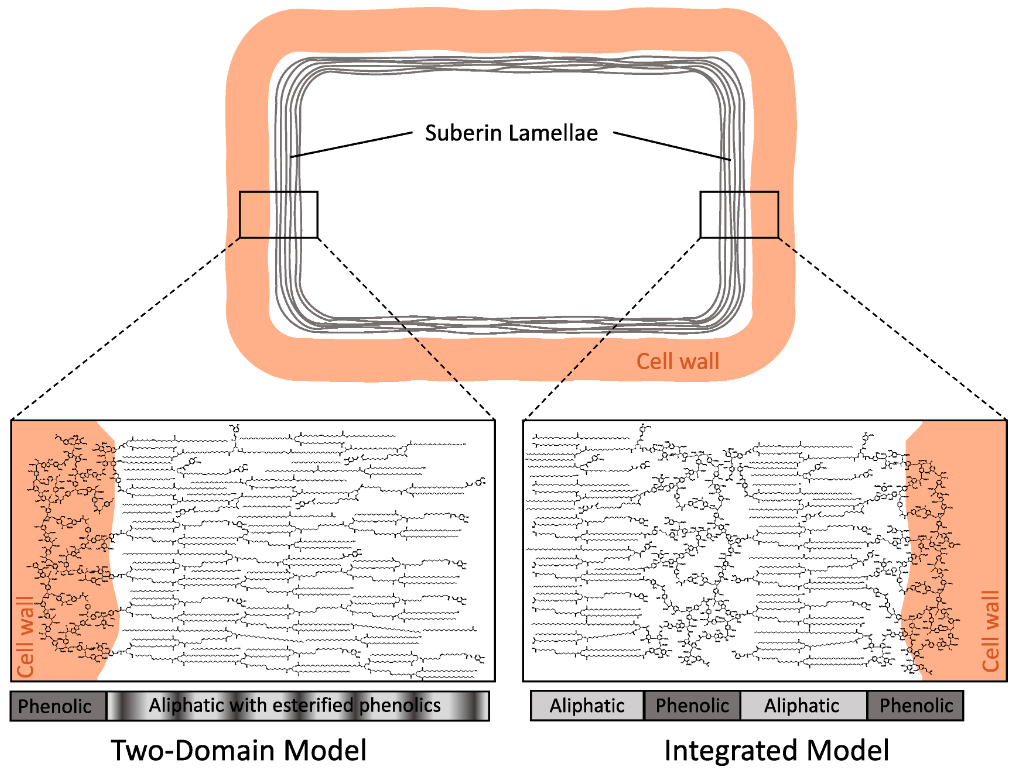
Représentation de la structure chimique de la subérine basée sur des modèles structuraux. Hétéropolymère complexe constitué d'un domaine aliphatique et d'un domaine aromatique, la subérine peut aussi contenir des cires liées de façon non covalente au polymère.

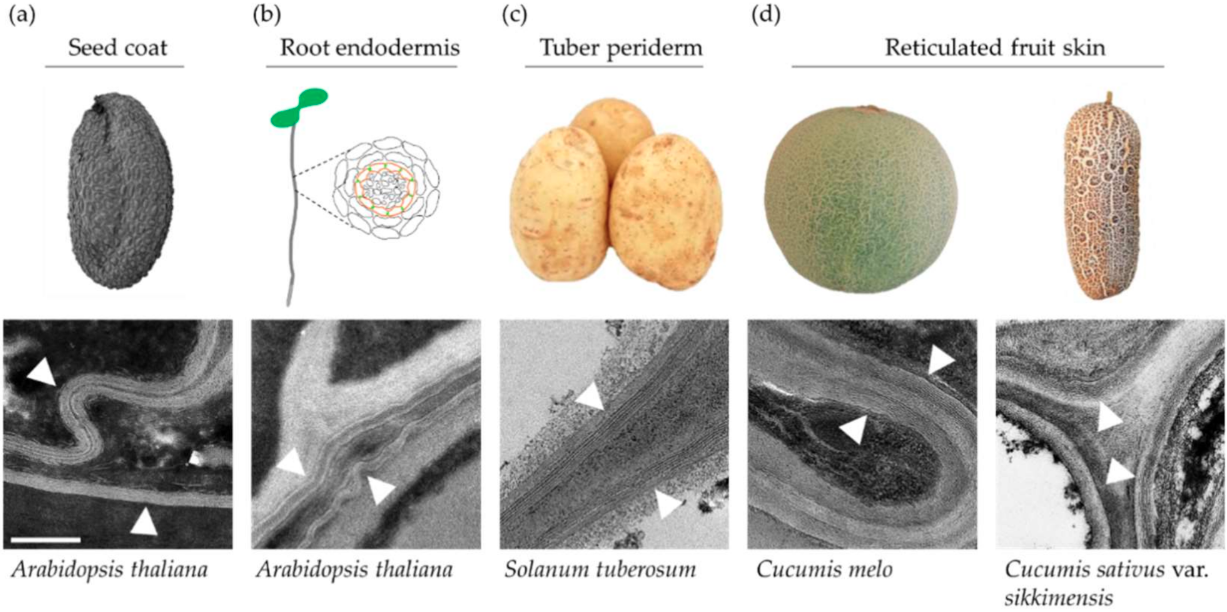
Exemples de dépôt de lamelles subériniques (flèches sur les images en microscopie électronique en transmission) :
(a) tégument de graine, (b) endoderme de racine, (c) périderme de tubercule, (d) cuticule de péponide.

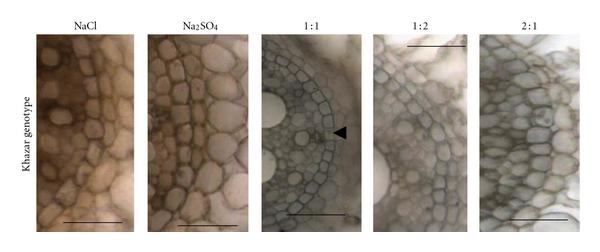
Exemple de tisu subérisé, l'endoderme de racines de riz. L'imperméabilité de la barrière endodermique est atténuée au niveau des cellules de passage (flèche noire) situées au dessus de certains pôles du xylème.

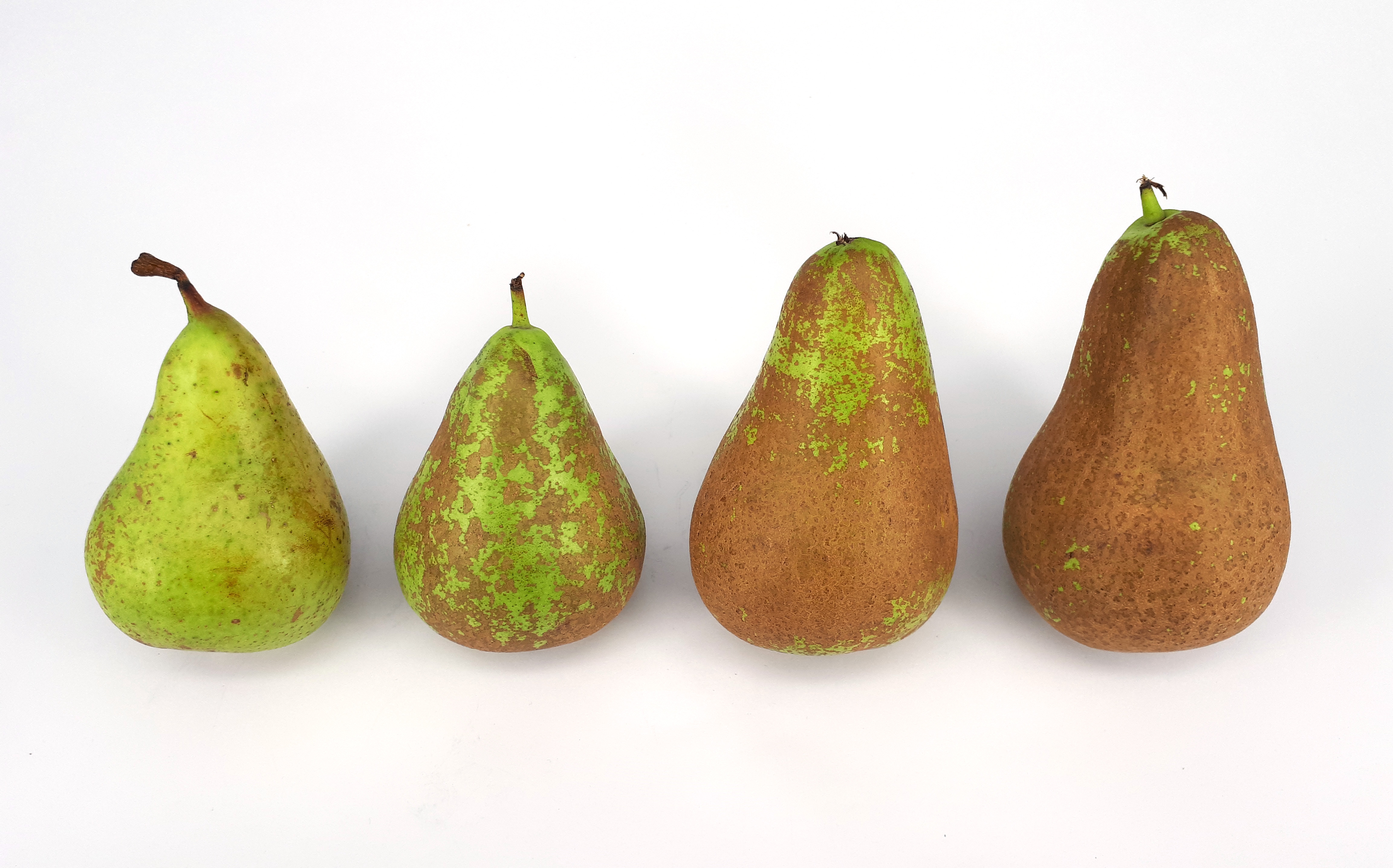
Quatre poires Conférence montrant différents degrés de. Le roussissement des fruits à pépins résulte d'une réaction des cellules de l'épiderme qui développent une couche subérifiée rugueuse de couleur brunâtre, en réaction à un stress biotique (attaques de parasites tels que des bactéries, levures et champignons phytopathogènes) ou abiotique (gel, substance phytotoxique…).

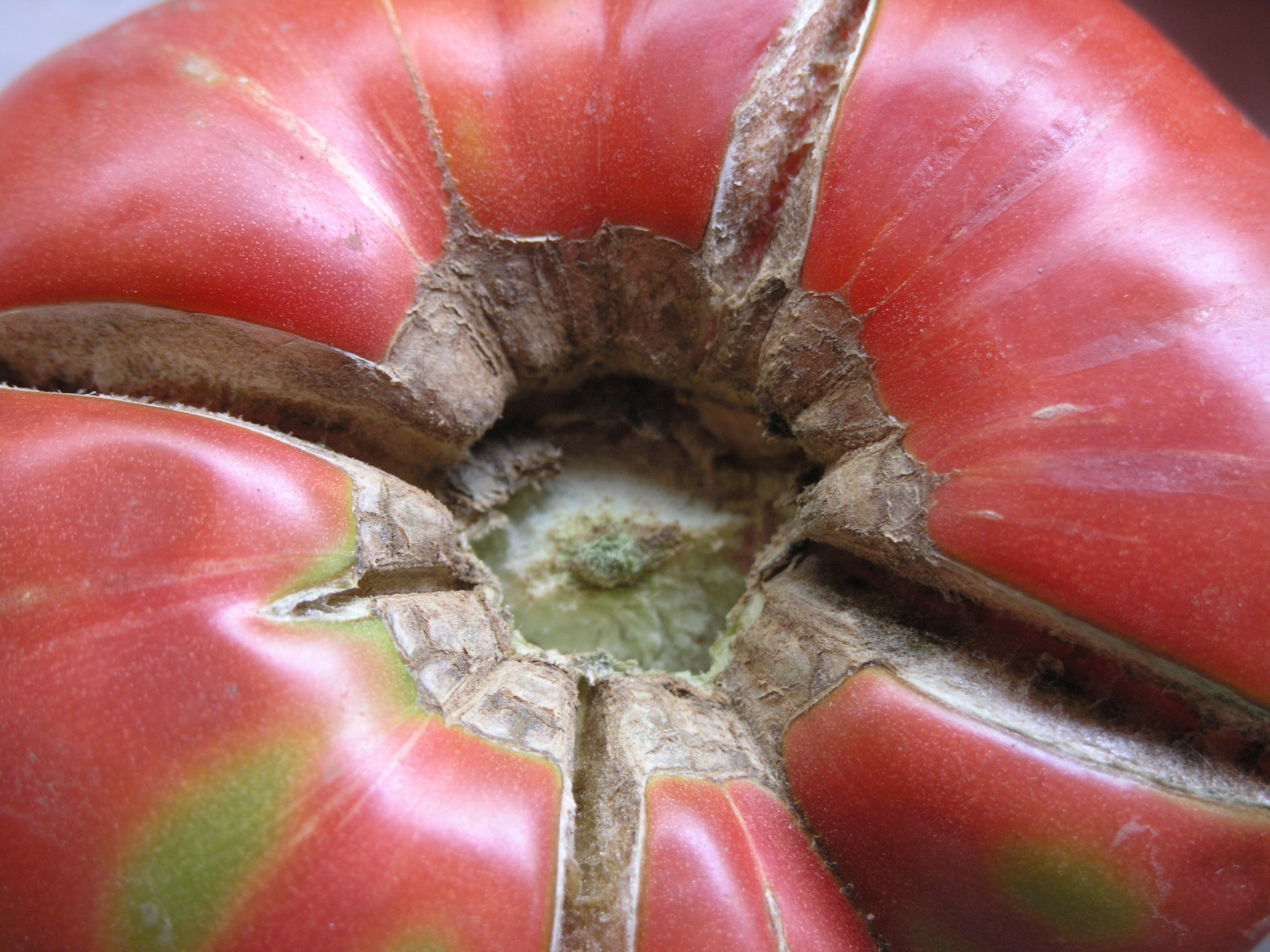
Les variations brusques de croissance de fruits et légumes comme la tomate sont à l'origine de craquelures à leur surface. La subérification de l'épiderme au niveau des crevasses de croissance, conduit à la formation de liège de « cicatrisation ».

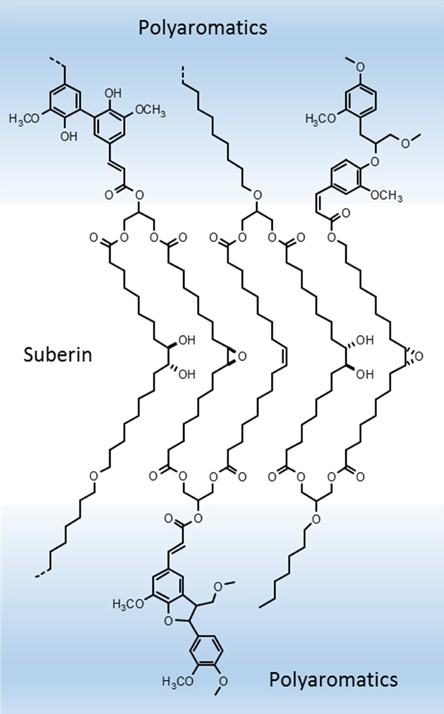
Formule structurale de la subérine.

La subérine (du latin suber, « liège ») est un biopolymère lipidique imperméable qui double intérieurement les parois des cellules végétales. Cette substance cireuse est déposée dans différents tissus de plantes vasculaires pendant leur croissance et en fonction de l'espèce
végétale (dépôts unicellulaires dans le tégument de graines ou l'endoderme de racines, dépôts pluricellulaires dans les péridermes aériens et souterrains, dans les zones d'abscission, les zones subéreuses du rhizoderme, l'épiderme de fruits roussis, l'épicarpe réticulé de péponides, le liège des écorces…). Présente de manière constitutive dans ces tissus, elle est également déposée en réponse à des blessures ou à des attaques de phytopathogènes, soulignant ainsi son rôle important dans la protection de ces plantes (notamment comme barrière contre les pertes d'eau), dans leur résistance et dans leurs relations avec l'environnement. Très stable, elle contrôle la décomposabilité et biodégradabilité des racines et joue à ce titre un rôle encore mal compris dans le cycle du carbone.
La subérine et la cutine sont des composés hautement hydrophobes qui entravent l'activité enzymatique des décomposeurs. Ces biopolymères sont proches l'un de l'autre par leur origine (biosynthèse qui partage des voies métaboliques communes, celle de la synthèse des acides gras et des phénylpropanoïdes (en)), leur constitution et leurs propriétés. La compréhension de leurs structures chimiques, leur biochimie et leurs fonctions soulève toujours des questions fondamentales non résolues.  

## Structure
Composée de longues chaînes de polyesters d'acides gras et de composés phénoliques liés aux chaînes lipidiques par des liens  esters et éthers, la subérine est le constituant principal du liège ou suber (45 % environ) et elle tient d'ailleurs son nom du Quercus suber, le chêne-liège. Elle est issue de la copolymérisation de lipides et de dérivés phénoliques.

## Fonctions
C'est une substance originale très complexe, imperméabilisante, ignifugeante et présentant certaines propriétés biocides, dont les constituants chimiques sont assez bien connus, ce qui permet de la considérer comme un polymère lipide, mais dont la structure macromoléculaire n'est pas encore établie de façon définitive. 
Avec d'autres hétéropolymères plus connus (comme les lignines et les tanins), elle permet aux plantes de lutter contre les stress biotiques et abiotiques (sécheresse, salinité, hypoxie, attaques d'agents phytopathogènes, blessures) et de maximiser les fonctions racinaires d'absorption des nutriments et de l'eau,.
Selon une étude récente (2017) le réchauffement climatique altère la qualité de la subérine du tissu racinaire de certaines plantes (graminées en C3 ou C4, telles que Bouteloua gracilis (C4) et Hesperostipa comata (C3) . Les racines de B. gracilis exposées à un taux élevé de CO2 et au réchauffement du sol augmentent leur teneur en subérine (et en lignine) et moindrement celles de  H. comata. Cet accroissement du taux de subérine pourrait conduire à une moindre dégradabilité des racines mortes et augmenter le taux de carbone du sol (sans que ce carbone soit biodisponible, dans un premier temps). De plus le réchauffement climatique pourrait favoriser les espèces dont les racines produisent plus de subérine, laquelle pourrait donc jouer un rôle croissant pour le réservoirs ou puits de carbone que constitue le sol.
Constituant principal du suber, la subérine participe aux différentes fonctions du liège.
La subérine est responsable des valeurs élevées des extraits d'agrumes en chromatographie en phase liquide à haute performance. Son rôle multifonctionnel dans la paroi cellulaire pourrait contribuer aux effets biologiques globaux attribués aux compléments alimentaires à base d'écorces d'agrumes enrichis en flavanones, dans lesquels cette elle est fréquemment présente.